# Godło Korei Południowej
Godło Korei Południowej przedstawia kwiat o pięciu stylizowanych, żółtych (lub – na niektórych wersjach godła – szarych) płatkach. Kwiatem tym jest ketmia syryjska (łac. Hibiscus syriacus, kor. Mugunghwa). W jego środku znajduje się czerwono-niebieski symbol taegeuk, obecny też na fladze. Wokół kwiatu znajduje się biało-niebieska wstęga z napisem w hangeul – 대한민국 Daehan Minguk (kor. Republika Korei).
Aktualne godło zostało zatwierdzone 10 grudnia 1963.

## Historyczne wersje godła

Godło Koreańskiej Republiki Ludowej od 1945 do 1946 roku
Godło Militarnego rządu Stanów Zjednoczonych w Korei w latach 1945–1948
Godło używane w latach 1948–1963
Godło używane w latach 1963–1984
Godło używane w latach 1984–1997
Godło używane w latach 1997–2016